# 〜Healing Collection〜 RELAXIN'
『RELAXIN'』（ヒーリング・コレクション リラックシン）は、中島美嘉の企画アルバムである。2015年3月4日にソニー・ミュージックアソシエイテッドレコーズよりリリースされた。

## 概要
「ヒーリング」をテーマに選曲されたコレクションアルバム。曲と曲の間に、それぞれの曲にまつわる中島自らによるポエトリーリーディングトラックを『relaxin` with MIKA』と称し、収録している。なお、中島は1作目のシングル「STARS」のカップリング「TEARS (粉雪が舞うように...)」にもポエトリーリーディングを取り入れていた。
14作目のシングル「桜色舞うころ」は溝口肇によるニューアレンジバージョンでの収録。それ以外は全て過去にリリースされた作品からの選曲となっているが、シングルのカップリングとして収録されていたアレンジバージョンが選ばれているものが大半を占めている。
初回限定盤のみ、「Making Of 一万人の雪の華」を収録したDVDと別冊フォトブックが付属。

## 収録曲
※曲名が細字のものはポエトリーリーディング。
1. relaxin' with MIKA #1
2. 桜色舞うころ feat. 溝口肇
  - 14作目のシングル表題曲を本作のためにアレンジしたバージョン。
3. relaxin' with MIKA #2
4. 初恋 -acoustic ver.-
  - 37作目のシングル「愛詞」のカップリング。36作目のシングル表題曲のアレンジバージョン。このバージョンはアルバム初収録。
5. relaxin' with MIKA #3
6. 雪の華 (silent version)
  - ミニアルバム『朧月夜〜祈り』収録。10作目のシングル表題曲のアレンジバージョン。『朧月夜〜祈り』はCCCDのみでのリリースであったため、このバージョンのCD収録は本作が初めてとなる。
7. relaxin' with MIKA #4
8. Over Load (Kenmochi Hidefumi Remix)
  - 28作目のシングル「Over Load」のカップリング。同シングル表題曲のアレンジバージョン。このバージョンはアルバム初収録。
9. relaxin' with MIKA #5
10. AMAZING GRACE(`05)
  - ベストアルバム『BEST』に収録された2作目のシングル「CRESCENT MOON」のカップリング曲のニューアレンジバージョン。アルバム収録は２度目。
11. relaxin' with MIKA #6
12. 一番綺麗な私を (Reggae Disco Rockers Remix)
  - 32作目のシングル「一番綺麗な私を」のカップリング。同シングル表題曲のアレンジバージョン。このバージョンはアルバム初収録。
13. relaxin' with MIKA #7
14. Memory (feat. DAISHI DANCE)
  - 30作目のシングル「流れ星」のカップリング。カネボウ化粧品「KATE」CMソング。このアルバムで唯一、アレンジなしのオリジナル・バージョンの楽曲である。
15. relaxin' with MIKA #8
16. 接吻 (Dennis Bovell Lovers Dub #2)
  - 8作目のシングル「接吻」のカップリング。同シングル表題曲のアレンジバージョン。このバージョンはアルバム初収録。
17. relaxin' with MIKA #9
18. A MIRACLE FOR YOU <2011>
  - 33枚目のシングル『Dear』カップリング曲。カシオ計算機「SHEEN」CMソング。アルバム初収録。
19. relaxin' with MIKA #10
20. aroma [live]
  - 7作目のシングル「Love Addict」のカップリング。アルバム『RESISTANCE』収録曲の『Mika Nakashima The First Tour 2003』にて披露されたバージョン。このバージョンはアルバム初収録。